# Édouard Brisebarre
Édouard-Louis-Alexandre Brisebarre, más conocido como Édouard Brisebarre (París, 12 de febrero de 1815-París, 17 de diciembre de 1871), fue un dramaturgo francés.

## Biografía
Tras completar sus estudios en el Lycée Charlemagne, trabajó como secretario de un abogado y consiguió un puesto de recaudador de impuestos, pero lo despidieron pronto y apostó por ser actor. Como no tuvo éxito, decidió probar con la escritura. La fiole de Cagliostro, escrita en 1835, tuvo una buena acogida entre el público.
Compuso más de un centenar de piezas, la mayor parte en colaboración con otros autores. Aunque apostó por el drama en algunas ocasiones, la mayoría de sus piezas eran vaudevilles.

## Obras
Selección de obras de teatro
- 1845: La Vie en partie double
- 1849: Un tigre du Bengale
- 1851: Drinn-Drinn
- 1857: Rose Bernard, drama
- 1859: Les ménages de Paris
- 1860: Les portiers
- 1861: Le garçon de ferme, drama
- 1861: La Maison Saladier
- 1862: Monsieur de la Raclée, drama
- 1863: Léonard

Comedias
- 1965: La vache enragée
- 1867: Les rentiers
- 1866: Le musicien des rues
- 1867: Les pauvres filles

En 1860 publicó una colección en dos volúmenes titulada Les Drames de la vie, en colaboración con Eugène Nyon.